# استیون سیمونز (بازیکن فوتبال)
استیون سیمونز (متولد ۲۷ فوریه ۱۹۸۲ در گلاسکو) یک فوتبالیست حرفه ای اسکاتلندی است.

## حرفه
سیمونز بازی حرفهای خود را با ابتدا با باشگاه قلب میدلوتیان در سال ۱۹۹۸ شروع کرد.